# مارسی جابسن
مارسی جابسن (انگلیسی: Marci Jobson؛ زادهٔ ۴ دسامبر ۱۹۷۵) یک بازیکن فوتبال اهل ایالات متحده آمریکا است.
از باشگاه‌هایی که در آن بازی کرده‌است می‌توان به اف.اف.سی توربین پوتسدام اشاره کرد.
وی همچنین در تیم ملی فوتبال ایالات متحده آمریکا بازی کرده‌است.